# Mykonos

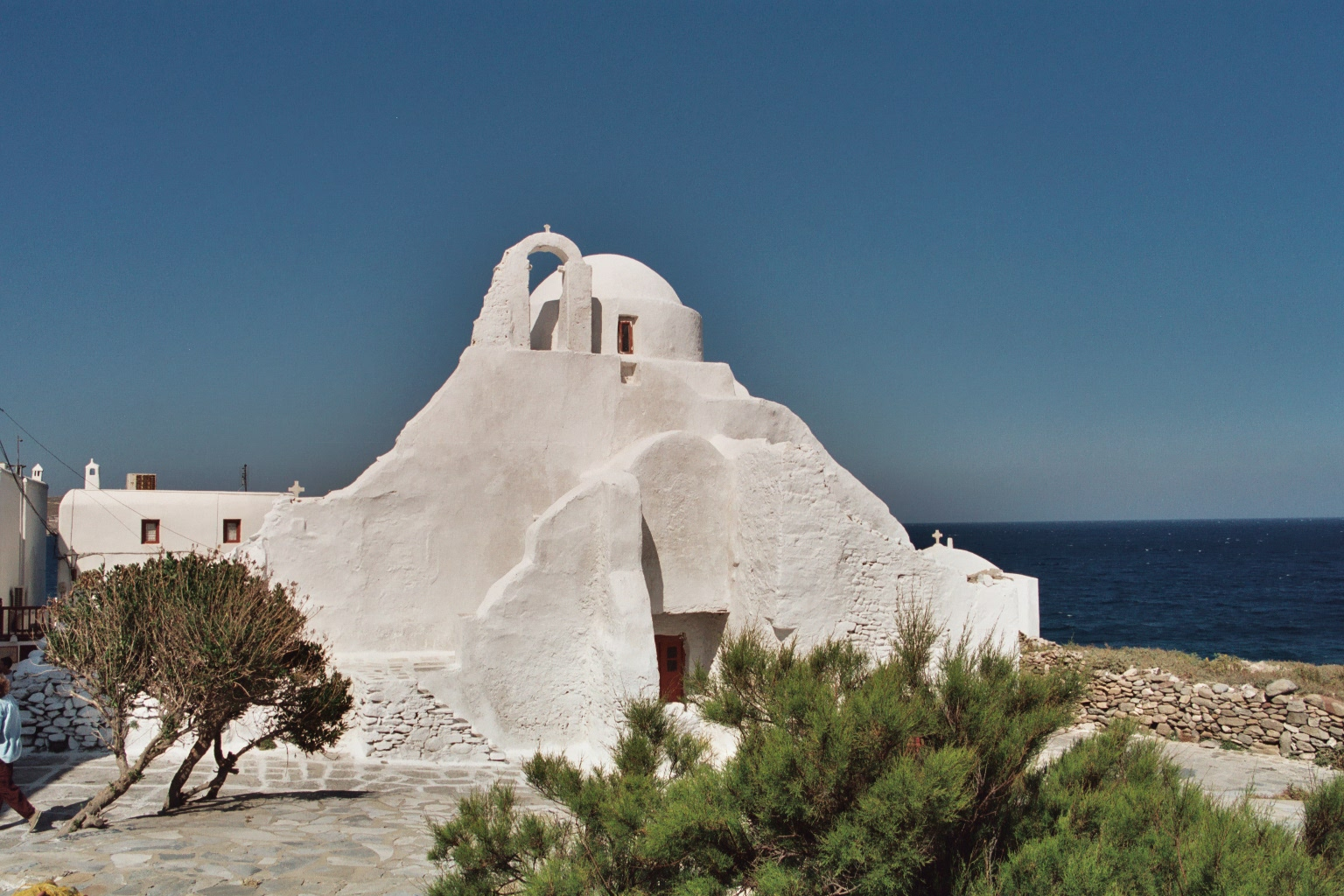
Kostel Panagias Paraportiani

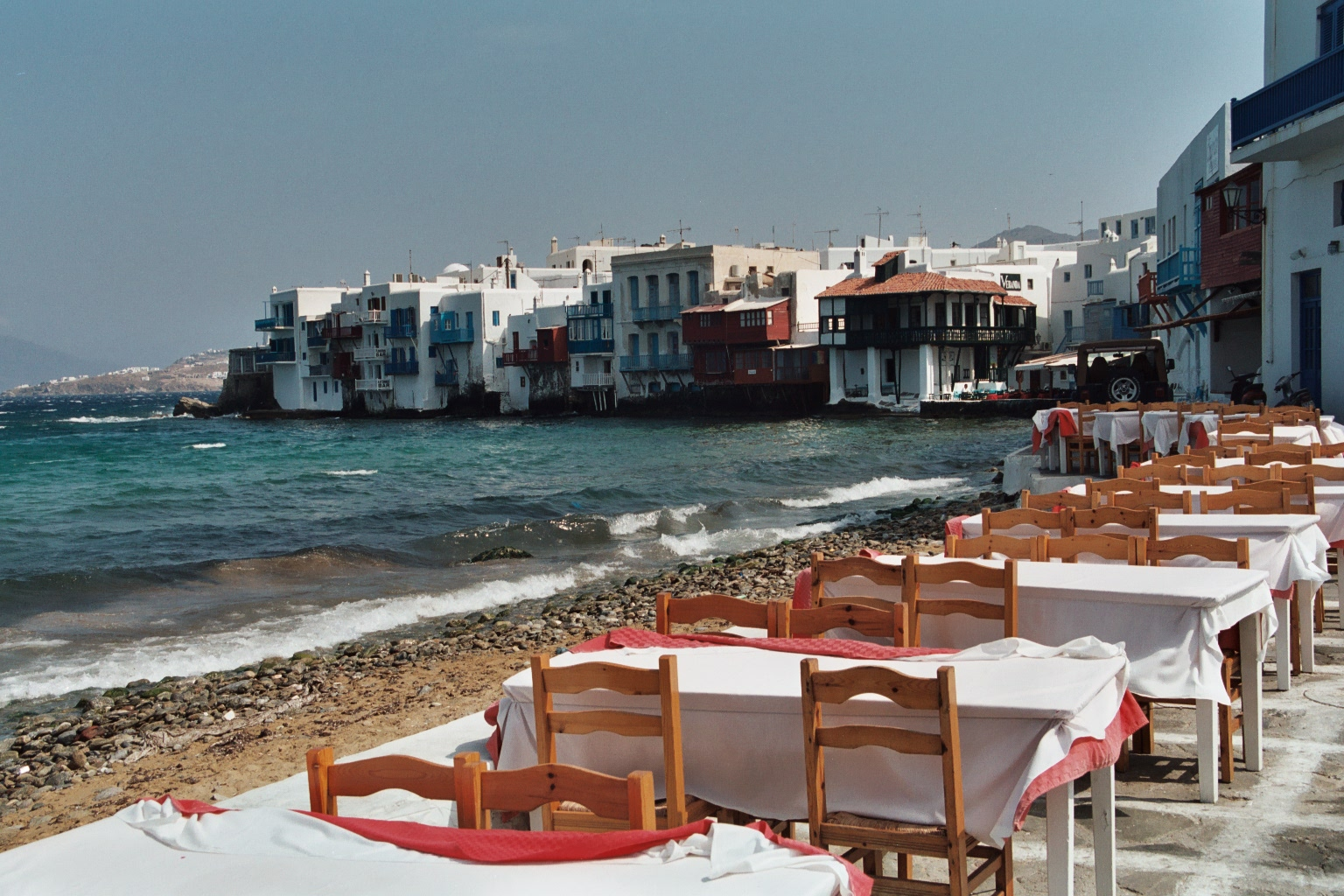
Mýkonos – tzv. Malé Benátky

Mykonos  (druhý pád Mykonu, řecky Μύκονος) je ostrov v řeckém souostroví Kyklady v Egejském moři, ležící jihovýchodně od ostrova Tinos, severně od ostrovů Paros a Naxos a na východ od ostrova Syros. Rozloha ostrova činí 86,13 km² (přibližně 20 x 14 km), nejvyšší bod Profitis Ilias Varniotis dosahuje 364 m. Spolu s okolními ostrovy Rineia, Délos, Dragonisi a malými neobydlenými ostrůvky tvoří stejnojmennou obec jež je zároveň regionální jednotkou spadající pod kraj Jižní Egeis. Ostrov, skládající se převážně z žuly, trpí jako i mnoho dalších řeckých ostrovů nedostatkem vody.

## Obyvatelstvo
V obci a tedy i v regionální jednotce v roce 2011 žilo 10134 obyvatel, z nichž 10110 žilo na hlavním ostrově a 24 na ostrově Délos. Největším městem a sídlem obce a regionální jednotky je Mykonos a přes tisíc obyvatel mají ještě Ano Mera a Ornos. Obec Mykonos tvoří jedna obecní jednotka, která se dále skládá ze dvou komunit a ty z jednotlivých sídel, tj. měst a vesnic. V závorkách je uveden počet obyvatel obecních jednotek a komunit.
- Obecní jednotka Mykonos (10134) - komunity: Ano Mera (1737), Mykonos (8397).

### Členění komunity
- Komunita Mykonos se skládá z vlastního města Mykonos (3783), vesnic Agios Ioannis (259), Agios Stefanos (178), Faros Armenistis (109), Klousas (953), Mpaos (0), Ornos (1025), Platys Gialos (833), Plintri (544), Psarrou (20) a Torlos (669) a ostrůvků Mpaos (0), Délos (24), Krommydi (0), Marmaronisi (0), Rinia (0), Krommydi (0), Sfondili (0).

## Dějiny
V řecké mytologii byl ostrov dějištěm bojů mezi Diem a Giganty. Pojmenován byl po Apollónově vnukovi Mykonovi. Podle archeologických nálezů se dá soudit, že ostrovy byly osídleny Ióny počátkem 11. století. Byly však také nalezeny stopy různých neolitických kmenů, které je možno datovat až zpět do 3. tisíciletí př. n. l. Vzhledem ke své blízkosti k tenkrát posvátnému ostrovu Délos (vzdálený jen 2 km) hrál zřejmě ostrov v antice důležitou roli pro zásobování obyvatel Délu.

## Využití
Ostrov patří k nejoblíbenějším řeckým ostrovům. Proslul množstvím zachovalých větrných mlýnů, které se nacházejí po celém ostrově. Za zmínku stojí i kostel Panagias Paraportiani. Na ostrově, hlavně na jeho jižním pobřeží, se nachází i řada dobrých pláží. Zásluhu na oblíbenosti ostrova má jeho noční život, který je řazen mezi nejznámější ve Středomoří vůbec. Přes den malebné a pitoreskní uličky města Mykonos se během turistické sezóny každý večer mění v konglomerát tavern, hospůdek, barů a klubů, které přitahují množství turistů. Ke známosti přispěla značně i skutečnost, že ostrov se stal cílem mezinárodního jet setu a láká k návštěvě i homosexuální páry a jedince.